# 四刺跛足猛水蚤
四刺跛足猛水蚤（学名：Mesochra quadrispinosa）为异足猛水蚤科跛足猛水蚤属的动物，是中国的特有物种。分布于广东、福建等地，常生活于沿海地区的纯淡水中。